# Louis-Gabriel Suchet
Louis-Gabriel Suchet, Duque de Albufera (Lyon, 2 de Março de 1770 - Marselha, 3 de Janeiro de 1826) foi um militar francês. Participou nas Guerras revolucionárias francesas e nas Guerras Napoleónicas. Recebeu o título de Marechal do Império em 1811. 

## Vida

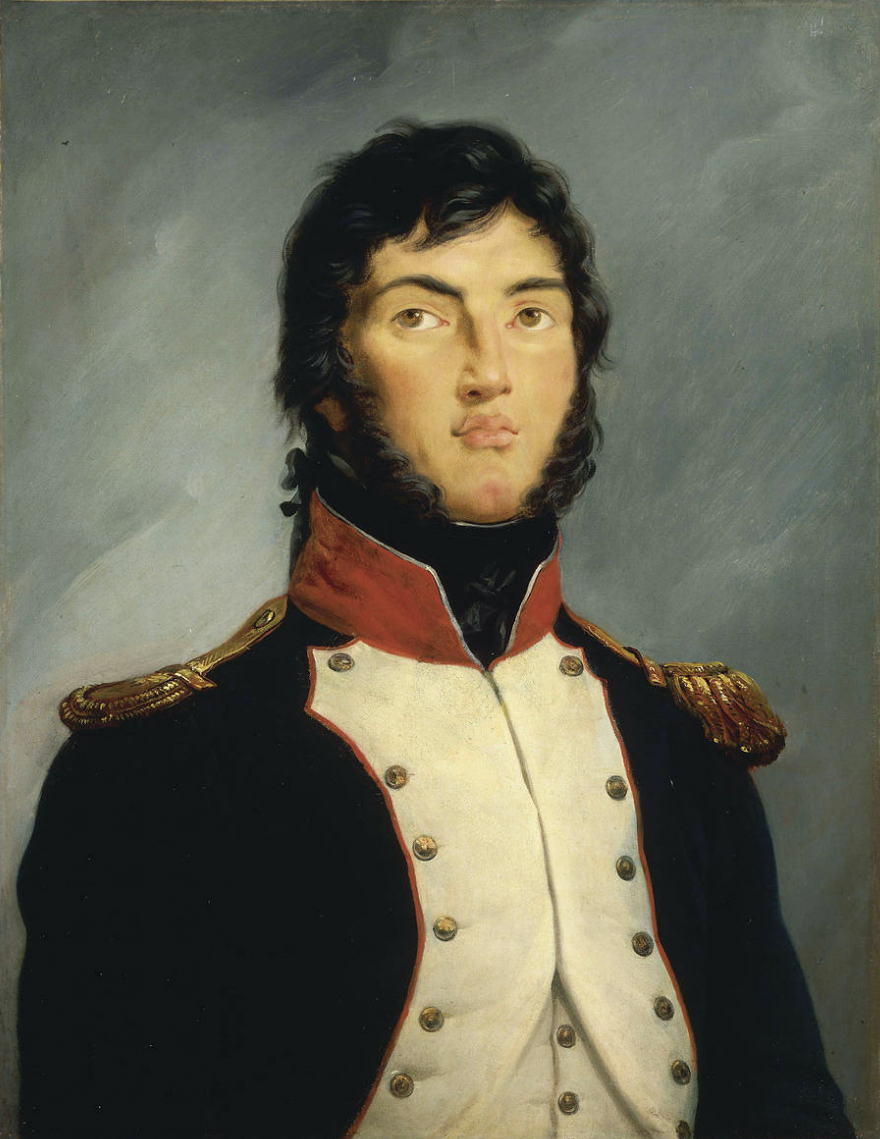
Como tenente-coronel do 4º batalhão do Exército dos Alpes, 1792

Suchet nasceu filho de um fabricante de seda em Lyon. Ele originalmente pretendia seguir os negócios de seu pai, mas, servindo como voluntário na cavalaria da Guarda Nacional em Lyon, ele exibiu habilidades que garantiram rápidas promoções militares.
Em 1793, ele servia como chefe de batalhão (chef de bataillon) quando capturou o general britânico Charles O'Hara em Toulon. Durante a campanha italiana de 1796, ele foi gravemente ferido em Cerea em 11 de outubro. Em outubro de 1797, foi promovido ao comando de uma meia-brigada (demi-brigada).
Em maio de 1797, Suchet era um dos três tenentes-coronéis da 18ª Demibrigada de Infantaria, com poucas esperanças de avanço. Ele foi enviado a Veneza para obter uniformes para as tropas. Como os venezianos acreditavam que no futuro poderiam ser governados pelos franceses, Suchet e um ajudante foram tratados como membros da realeza. Por dois meses, eles gostaram de viver em um palácio, tendo uma gôndola pessoal e ocupando assentos reservados na ópera. Em 28 de outubro de 1797, 150 oficiais da divisão de André Masséna ofereceram um grande jantar. O coronel da 32ª Linha, Dominique Martin Dupuy trouxe Suchet a Napoleão Bonaparte e disse: "Bem, general, quando você fará do nosso amigo Suchet um coronel?" Bonaparte tentou ignorá-lo com a resposta: "Em breve: veremos isso". Diante disso, Dupuy tirou uma de suas dragonas e colocou-a no ombro de Suchet, dizendo: "Por minha onipotência, eu te nomeio coronel". Essa ação de palhaço foi bem-sucedida; Bonaparte imediatamente instruiu Louis-Alexandre Berthier a escrever a indicação de Suchet para promoção.

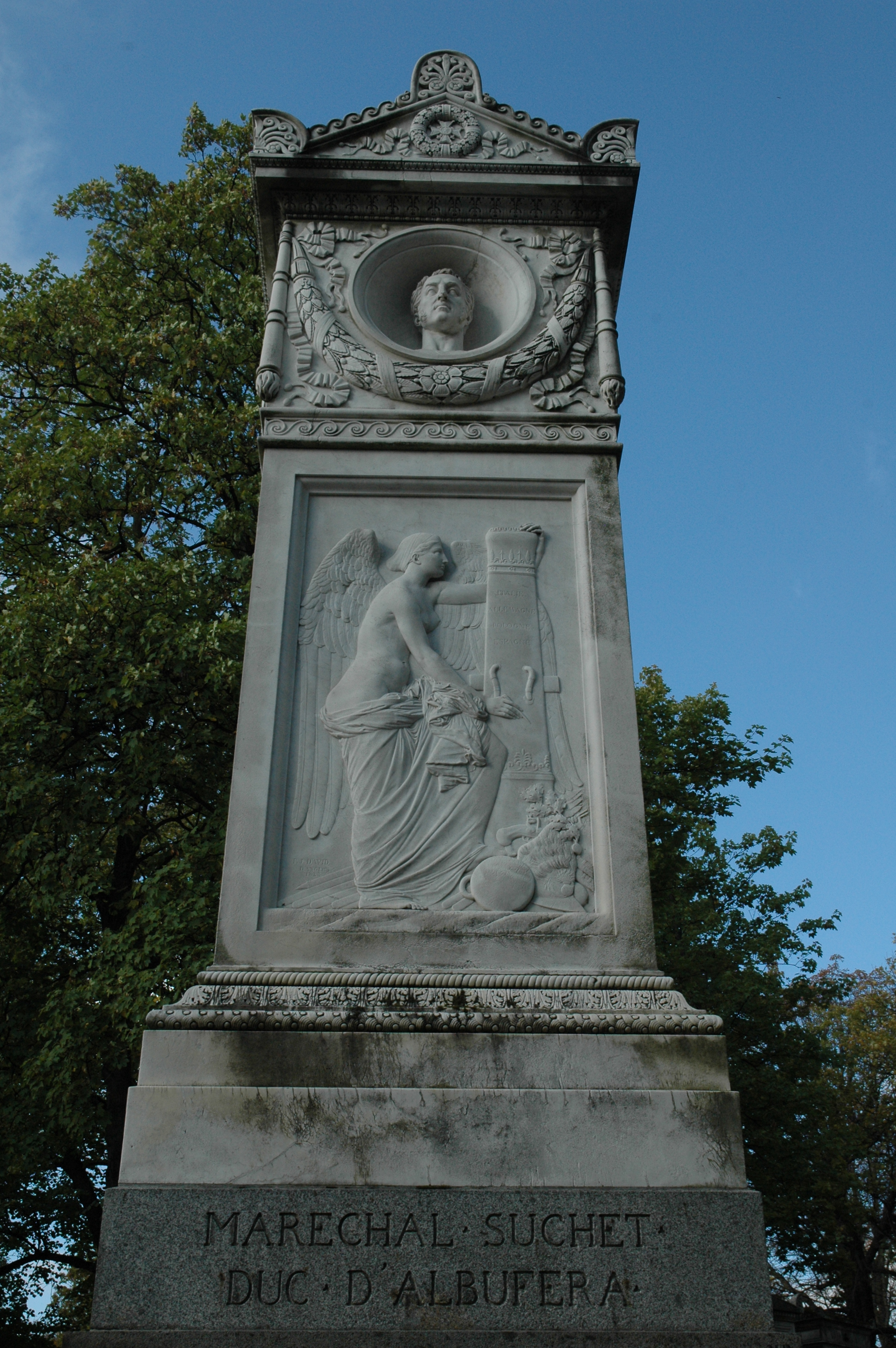
Túmulo de Suchet no cemitério Père Lachaise, em Paris

Seus serviços no Tirol com Joubert naquele ano e na Suíça com Brune no seguinte foram reconhecidos por sua promoção ao posto de general de brigada (général de brigade). Ele não participou da campanha egípcia, mas foi nomeado chefe do estado-maior de Brune em agosto e restaurou a eficiência e a disciplina do exército na Itália. Em julho de 1799, ele foi promovido a general de divisão (général de division) e feito chefe de gabinete de Joubert na Itália. Em 1800, ele foi nomeado segundo em comando para Masséna. A sua hábil resistência às forças superiores dos austríacos com a ala esquerda do exército de Masséna, quando a direita e o centro foram encerrados em Génova, não só impediu a invasão da França por este lado, mas contribuiu para o sucesso da travessia de Napoleão pelo Alpes, que culminou na batalha de Marengo em 14 de junho. Ele teve um papel importante no resto da campanha italiana até o armistício de Treviso.
Nas campanhas de 1805 e 1806, ele aumentou muito sua reputação nas Batalhas de Austerlitz, Saalfeld, Jena, Pułtusk e Ostrolenka, na última das quais ele comandou uma divisão de infantaria. Obteve o título de conde em 19 de março de 1808. Ordenado à Espanha, participou do Cerco de Zaragoza, após o qual foi nomeado comandante do exército de Aragão e governador daquela região. Em dois anos, ele trouxe a área à submissão completa por uma administração sábia e hábil, não menos do que por sua brilhante bravura. Vencido pelos espanhóis em Alcañiz, ele saltou para trás e derrotou o exército de Blake y Joyes em María em 14 de junho de 1809. Em 22 de abril de 1810, ele derrotou O'Donnell em Lleida. Após o cerco de Tarragona, foi nomeado marechal da França em 8 de julho de 1811. Em 1812, ele capturou Valência, pelo qual foi recompensado com o ducado de Albufera nas proximidades, em 24 de janeiro. Quando a maré virou contra a França, Suchet defendeu suas ocupações territoriais uma por uma até ser forçado a se retirar da Espanha, após o que ele participou da campanha defensiva de Soult em 1814. O rei Bourbon restaurado, Luís XVIII, fez dele um nobre da França em 4 de junho, com um assento na câmara alta, mas isso foi perdido (a partir de 24 de julho de 1815) por seu apoio ao retorno de Napoleão durante os Cem Dias. Durante a breve restauração de Napoleão, Suchet recebeu o comando de um exército na fronteira alpina.
Ele morreu no Castelo de São José perto de Marselha em 3 de janeiro de 1826. Seu filho, Luís Napoleão (1813-1877), o sucedeu como Duc d'Albufera.

## Legado
- Suas memórias (Mémoires sur Ses Campagnes en Espagne) foram publicadas em dois volumes de 1829 a '34.[1]
- O prato de frango poularde à la d'Albuféra leva o seu nome.